# (10800) 1992 OM8
(10800) 1992 OM8 là một tiểu hành tinh vành đai chính. Nó được phát hiện bởi Henri Debehogne và Álvaro López-García ở Đài thiên văn La Silla ở Chile ngày 22 tháng 7 năm 1992.